# Sueña conmigo (canción)
«Sueña conmigo» es el primer sencillo oficial de la telenovela juvenil de Nickelodeon Latinoamérica del mismo nombre, Sueña conmigo. El tema es interpretado por Eiza González y Santiago Ramundo escrito por Eduardo Frigeiro, Lolo Micucci, José Luis Teixido y Eduardo Gonodell.

## Video
En el video se ve a todo el elenco de Sueña conmigo. Se puede ver como los chicos bailan y cantan en un escenario, lo que representaría un presentación musical. A mediados del video muestran los chicos están en un exterior donde les cae lluvia y se ve a Eiza González (Clara) y Santiago Ramundo (Luca) bailando mientras son empapados. Al final del video los chicos terminan de bailar y se cierra el telón.